# Larry Middleton
Larry Darnell Middleton, (nacido el 20 de julio de 1965 en Canton, Ohio) es un exjugador de baloncesto estadounidense. Con 1.90 de estatura, su puesto natural en la cancha era el de escolta.

## Trayectoria
- Universidad de Clemson
- Olympiacos (1988-1989)
- Pallacanestro Trieste (1989-1992)
- Basket Rimini (1992-1994)
- Pallacanestro Trieste (1994)
- Basket Cervia (1994-1995)
- CSP Limoges (1995-1996)
- A.P.L. Pozzuoli (1996-1997)
- Mens Sana Siena (1997-2000)
- Victoria Libertas Pesaro (2000-2002)
- Scandone Avellino (2002-2005)
- Castelletto Ticino (2005-2006)